# Microphotolepis multipunctata
Microphotolepis multipunctata is een straalvinnige vissensoort uit de familie van gladkopvissen (Alepocephalidae). De wetenschappelijke naam van de soort is voor het eerst geldig gepubliceerd in 1977 door Sazonov & Parin.